# Montera

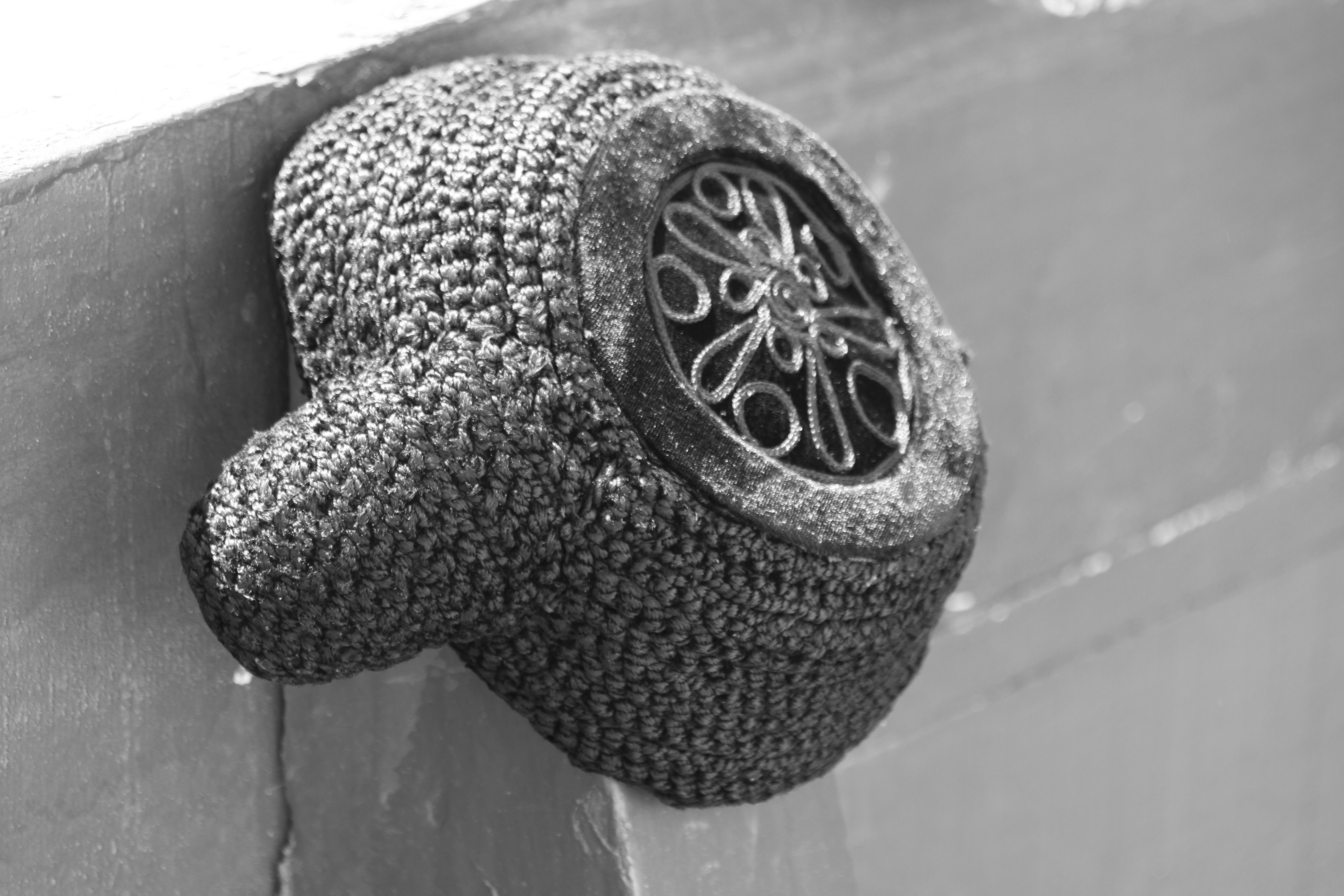
Una montera

La montera es el sombrero tradicional de los toreros —tanto del espada como de los banderilleros—. Se usa desde el siglo XIX, en sustitución del bicornio de alguaciles y otros oficiales autorizados a ejecutar muertes. Fue introducida a la indumentaria taurina en 1835 por el torero Francisco Montes, «Paquiro», quien realizó diversas modificaciones al traje de luces. La montera está habitualmente hecha de astracán con una cubierta interior de tafetán.
Son varios los toreros que llevan en su interior alguna imagen por la que tenga especial devoción.